# The Documentary 2.5
The Documentary 2.5 – siódmy studyjny album amerykańskiego rapera Game’a, którego premiera odbyła się 16 października 2015 roku, siedem dni po wydawnictwie The Documentary 2.
Wśród gości pojawili się Lil Wayne, will.i.am, Nas, E-40, DJ Quik, Busta Rhymes.
Natomiast za produkcję poszczególnych utworów na płycie odpowiedzialni są Stat Quo, Travis Barker, Cool & Dre, DJ Khalil, DJ Mustard czy The Alchemist.
Album zadebiutował na 6. miejscu amerykańskiej listy sprzedaży Billboard 200 oraz na 2. pozycji notowania Top R&B/Hip-Hop Albums.

## Lista utworów
| The Documentary 2.5 | The Documentary 2.5                                                                           | The Documentary 2.5            | The Documentary 2.5 |
| Nr                  | Tytuł utworu                                                                                  | Producent                      | Długość             |
| ------------------- | --------------------------------------------------------------------------------------------- | ------------------------------ | ------------------- |
| 1.                  | „New York Skit”                                                                               | Stat Quo, Game                 | 2:34                |
| 2.                  | „Magnus Carlsen” (gości. Anderson Paak)                                                       | Bongo                          | 5:29                |
| 3.                  | „Crenshaw / 80s and Cocaine” (gości. Anderson Paak & Sonyae)                                  | Fredwreck, THX & Travis Barker | 4:35                |
| 4.                  | „Gang Bang Anyway” (gości. Jay Rock & Schoolboy Q)                                            | Bongo                          | 5:05                |
| 5.                  | „The Ghetto” (gości. Nas & will.i.am)                                                         | will.i.am                      | 6:01                |
| 6.                  | „From Adam” (gości. Lil Wayne)                                                                | Cool & Dre                     | 3:45                |
| 7.                  | „Gang Related” (gości. Asia Bryant)                                                           | Bongo                          | 4:09                |
| 8.                  | „Last Time You Seen” (gości. Scarface & Stacy Barthe)                                         | Symbolyc One (S1) & G Koop     | 3:50                |
| 9.                  | „Intoxicated” (gości. Deion)                                                                  | DJ Khalil                      | 3:04                |
| 10.                 | „Quik's Groove” (gości. DJ Quik, Sevyn Streeter & Micah)                                      | DJ Quik                        | 5:41                |
| 11.                 | „Outside” (gości. E-40, Mvrcus Blvck & Lil Eazy-E)                                            | Travis Barker, Bivona          | 4:00                |
| 12.                 | „Up on the Wall” (gości. Problem, Ty Dolla Sign & YG)                                         | Battlecat                      | 5:05                |
| 13.                 | „Sex Skit”                                                                                    | Bongo                          | 2:51                |
| 14.                 | „My Flag / Da Homies” (gości. Ty Dolla Sign, Jay305, AD, Mitchy Slick, Joe Moses, RJ & Skeme) | DJ Mustard                     | 6:37                |
| 15.                 | „Moment of Violence” (gości. King Mez, JT & Jon Connor)                                       | Mike & Keys & DJ Khalil        | 3:22                |
| 16.                 | „Like Father, Like Son 2” (gości. Busta Rhymes)                                               | The Alchemist                  | 4:44                |
| 17.                 | „Life”                                                                                        | Tone Mason                     | 2:58                |
|                     |                                                                                               |                                | 1:13:50             |

| iTunes (dodatkowe utwory) | iTunes (dodatkowe utwory)  | iTunes (dodatkowe utwory) | iTunes (dodatkowe utwory) |
| Nr                        | Tytuł utworu               | Producent                 | Długość                   |
| ------------------------- | -------------------------- | ------------------------- | ------------------------- |
| 1.                        | „El Chapo” (oraz Skrillex) | Mr. Bangladesh, Skrillex  | 3:40                      |